# Jean-Louis Levasseur
Jean-Louis „Lou“ Levasseur (* 16. Juni 1949 in Noranda, Québec) ist ein ehemaliger kanadischer Eishockeytorwart, der während seiner aktiven Karriere zwischen 1972 und 1981 unter anderem 85 Spiele für die Minnesota Fighting Saints, Edmonton Oilers, New England Whalers und Nordiques de Québec in der World Hockey Association sowie ein weiteres für die Minnesota North Stars in der National Hockey League bestritten hat.

## Karriere
Levasseur trat erstmals im Alter von 22 Jahren in der Ontario Hockey Association in der Erscheinung, wo er bis zum Frühjahr 1974 das Tor der Orillia Terriers hütete. Seine dortigen Leistungen machten die Minnesota Fighting Saints aus der World Hockey Association aufmerksam, die ihn im Sommer 1974 als Free Agent verpflichteten. Zunächst setzten sie ihn jedoch bei den Johnstown Jets in der North American Hockey League ein, die er 1975 zum Gewinn des Lockhart Cups führte.
Nachdem Levasseur bereits in der Saison 1975/76 einige Einsätze für die Fighting Saints absolviert hatte, war er in der folgenden Spielzeit deren Stammkeeper. Während dieser Zeit übernahm er – wie einige weitere Spieler der Fighting Saints – auch eine Statistenrolle in der Filmkomödie Schlappschuss mit Paul Newman. Zudem basierte die Figur des franko-kanadischen Torwarts Denis Lemieux – gespielt von Yvon Barrette – auf Levasseur. Im Januar 1977 verließ der Torwart Minnesota, da das Franchise den Spielbetrieb einstellen musste. Gemeinsam mit seinen Mannschaftskollegen Mike Antonovich, Bill Butters, Dave Keon, Jack Carlson, Steve Carlson und John McKenzie wechselte er zum Ligakonkurrenten Edmonton Oilers. Dort beendete er die Spielzeit, um im September 1977 im Tausch für Brett Callighen und Dave Dryden zu den New England Whalers zu wechseln. Auch dort verbrachte der Franko-Kanadier nur eine Spielzeit. Im September 1978 tauschte er mit Warren Miller die Mannschaft und hütete fortan das Tor der Nordiques de Québec. Diese setzten ihn jedoch hauptsächlich in der American Hockey League bei ihren Farmteams ein.
Levasseur kehrte daraufhin im Oktober 1979 nach Minnesota zurück, wo er sich als Free Agent den Minnesota North Stars aus der National Hockey League anschloss. Dort kam er in den folgenden zwei Spielzeiten zu seinem einzigen NHL-Einsatz, bei dem er sieben Gegentore kassierte. Hauptsächlich war er Torwart des Farmteams Oklahoma City Stars in der Central Hockey League. Nach der Saison 1980/81 beendete der Kanadier im Alter von 32 Jahren seine aktive Karriere.

## Erfolge und Auszeichnungen
- 1973 OHA First All-Star Team
- 1975 Lockhart-Cup-Gewinn mit den Johnstown Jets
- 1977 Teilnahme am WHA All-Star Game
- 1977 WHA All-Star Game MVP (gemeinsam mit Willy Lindström)

## Statistik
(Legende zur Torhüterstatistik: GP oder Sp = Spiele insgesamt; W oder S = Siege; L oder N = Niederlagen; T oder U oder OT = Unentschieden oder Overtime- bzw. Shootout-Niederlage; Min. = Minuten; SOG oder SaT = Schüsse aufs Tor; GA oder GT = Gegentore; SO = Shutouts; GAA oder GTS = Gegentorschnitt; Sv% oder SVS% = Fangquote; EN = Empty Net Goal; 1 Play-downs/Relegation; Kursiv: Statistik nicht vollständig)